# Miyata (entreprise)
Pour les articles homonymes, voir Miyata.
 (mai 2021).
Miyata (株式会社ミヤタサイクル) est une entreprise japonaise de bicyclettes, monocycles et extincteurs. Elle a également  été l'un des premiers producteurs de motocyclettes au Japon sous le nom d'Asahi.
L'entreprise, qui existe depuis 1890, est basée à Tokyo.

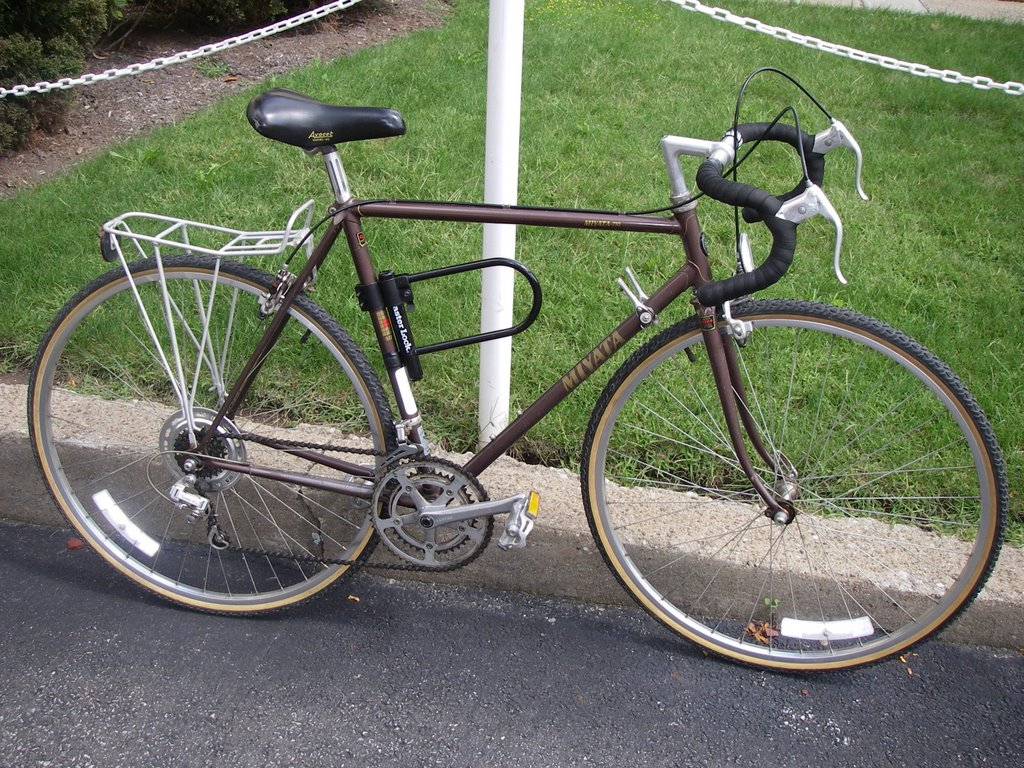
Une bicyclette Miyata 710 des années 1970.
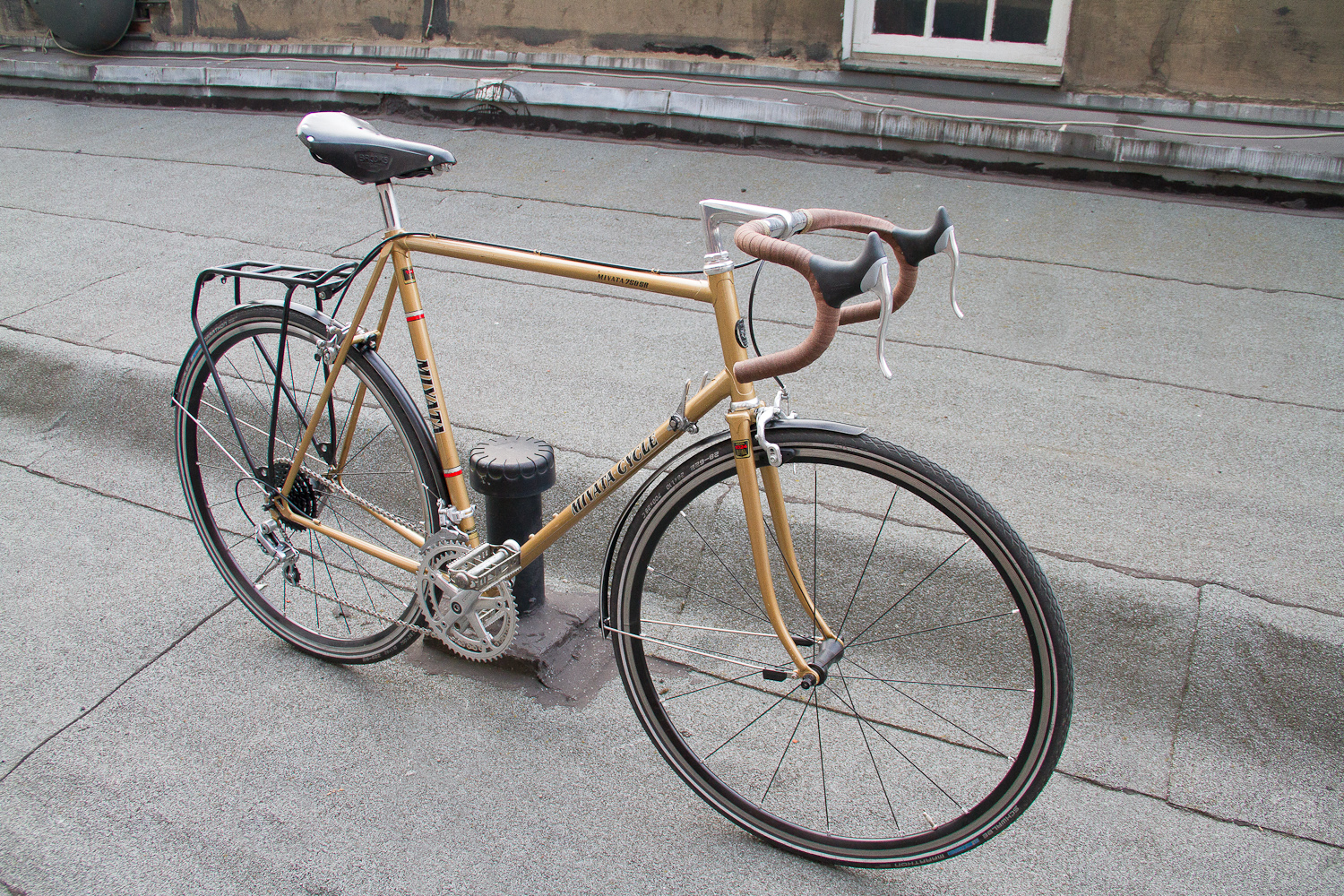
Une bicyclette Miyata 760SR.
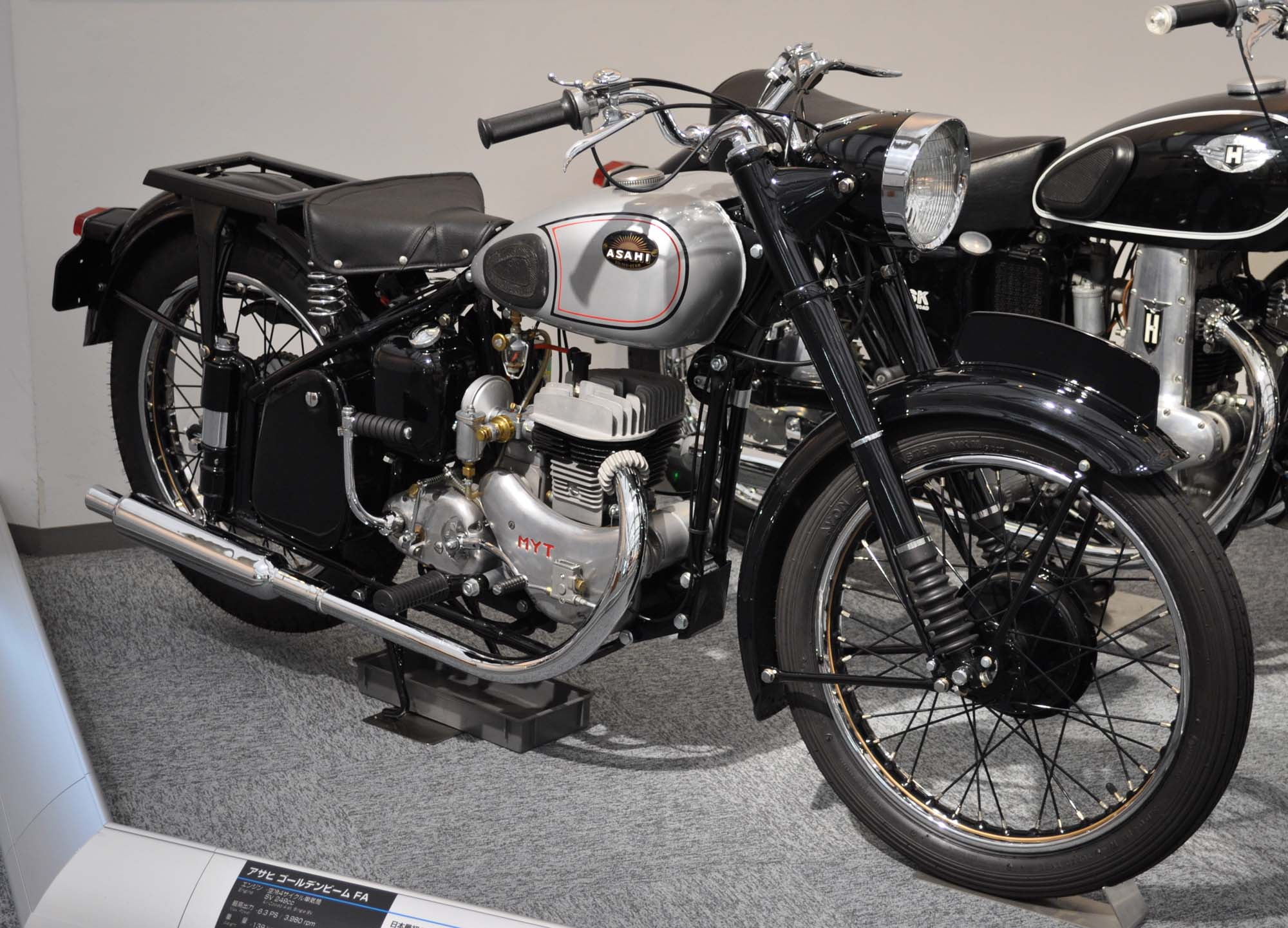
Une motocyclette Asahi Golden Beam de 1952.